# Singles Bar
Singles Bar är ett studioalbum av Kikki Danielsson, utgivet i november 1983. På albumlistorna placerade sig albumet som bäst på 13:e plats i Norge och på 35:e plats i Sverige.
I juli 2009 släpptes albumet digitalt på Itunes . 

## Låtlista

### Sida A
| Nr | Titel                  | Låtskrivare                       | Längd |
| -- | ---------------------- | --------------------------------- | ----- |
| 1. | "Comment ça va"        | Eddy de Heer, Ralph Peeker        | ?     |
| 2. | "Ju mer jag ser"       | Anders Glenmark, Ingela Forsman   | ?     |
| 3. | "Walk on By"           | Kendall Hayes                     | ?     |
| 4. | "I o u"                | Kerry Chater                      | ?     |
| 5. | "Mina minnen lever än" | Anders Glenmark, Kikki Danielsson | ?     |
| 6. | "I've Got a Heaven"    | Kikki Danielsson, Lasse Holm      | ?     |

### Sida B
| Nr  | Titel                                           | Låtskrivare                                                  | Längd |
| --- | ----------------------------------------------- | ------------------------------------------------------------ | ----- |
| 7.  | "Singles Bar"                                   | Anders Glenmark, Thomas Minor                                | ?     |
| 8.  | "Öar i ett hav (Islands in the Stream)"         | Barry Gibb, Maurice Gibb, Robin Gibb, Ingela "Pling" Forsman | ?     |
| 9.  | "Louise (Louise)"                               | Ian Gomm, Bror Leijon                                        | ?     |
| 10. | "När tåget kommer"                              | Ingela Forsman, Anders Glenmark                              | ?     |
| 11. | "Jag har sett himmelen (I've Never Been to Me)" | Ken Hirsch, Ron Miller                                       | ?     |
| 12. | "Take Me to the Pilot"                          | Elton John, Bernie Taupin                                    | ?     |

## Inspelningsinformation
- Producerad och arrangerad av Anders Glenmark
- Inspelad i "Glenstudio", Stocksund, Sverige, oktober 1983
- Tekniker: Claes-Göran Persson

## Medeverkande musiker
- Sång – Kikki Danielsson
- Trummor och percussion – Magnus Persson
- Klaviatur – Kjell Öhman
- Bas – Rutger Gunnarsson och Mats Englund
- Elgitarr – Henrik Jansson och Hasse Rosén
- Steelguitar – Mats Rosén
- Trumpet – Urban Agnas och Leif Lindvall
- Trombon – Nils Landgren
- Saxofon – Glen Myerscough
- Kör – Karin Glenmark, Anders Glenmark och Lennart Sjöholm
- Stråkar – under ledning av Anders Dahl

## Listplaceringar
| Lista (1983-1984) | Topplacering                |
| ----------------- | --------------------------- |
| Norge             | Norge (VG-lista)            |
| Sverige           | Sverige (Sverigetopplistan) |